# EGG (формат фајла)
 EGG формат фајла је компресована архива која подржава Јуникод и интелигентне алгоритме компресије. EGG формат креирао је ESTsoft и први пут је примењен у софтверу за компресију датотека ALZip. 
Екстензија датотеке коју EGG користи је .еgg. Ако је EGG архива подељена на више мањих EGG архива, те датотеке користе екстензију .еgg постављањем .volX (X за редни број почевши од 1) испред њега, тј. .vоl1.еgg, .vol2.еgg, .vol3.еgg и тако даље. 

## Карактеристике
EGG формат подржава следеће карактеристике: 
- Складиштење имена датотека у Јуникоду
- АЕS-256 енкрипција
- Подршка за опцију компресије за одлучивање о најбољој методи компресије, односно анализирање датотека које се компресују, а затим одабере да ли да се компримирају брже или да одредите приоритет о односу компресије
- Неограничен број поделе на мање комаде архива

Према политици лиценцирања компаније ESTsoft, EGG архива има извор из zlib, bzip2 и lzma. 

## Софтвер
- ALZip софтвер може компресовати и екстрактовати EGG формат датотеке.